# مندوزا، پرو

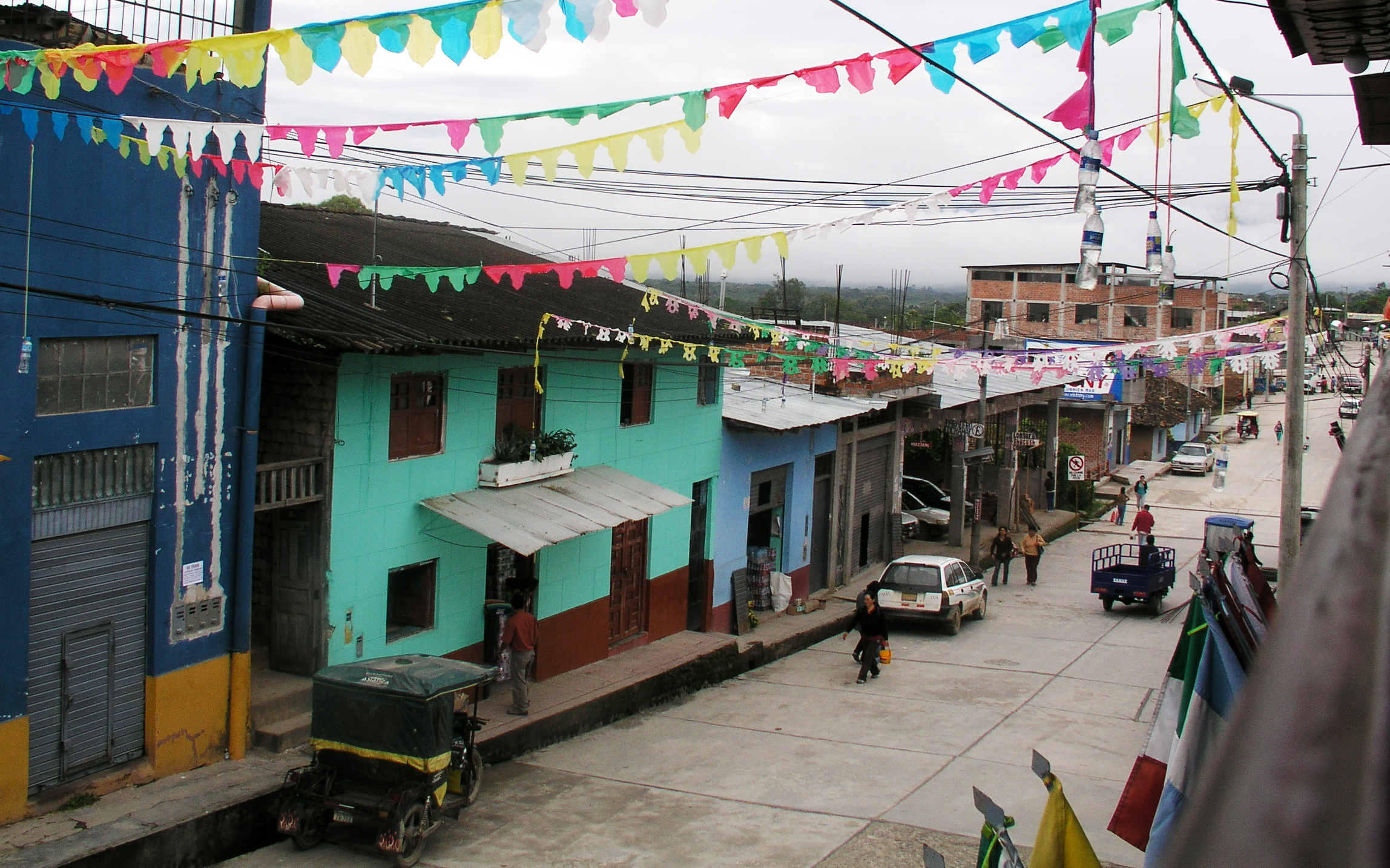
مندوزا، پرو

مندوزا (به اسپانیایی: Mendoza) یک شهرک در پرو است که در استان رودیگز ده مندوزا واقع شده‌است. مندوزا ۱٬۰۲۶ نفر جمعیت دارد و ۱٬۵۸۴ متر بالاتر از سطح دریا واقع شده‌است.